# Camp d'Argelers
El Camp d'Argelers fou un dels camps de concentració francesos emplaçat entre 1939 i 1941 a la platja de la comuna nord-catalana d'Argelers de la Marenda (Rosselló), organitzat a cuita-corrents per tal de mantenir controlats els milers de refugiats republicans espanyols, molts d'ells catalans, que fugien d'Espanya preveient la imminent victòria del bàndol franquista encapçalat pel dictador Franco el 1939.
Estava situat a la meitat nord de la llarga platja d'Argelers.

## Història

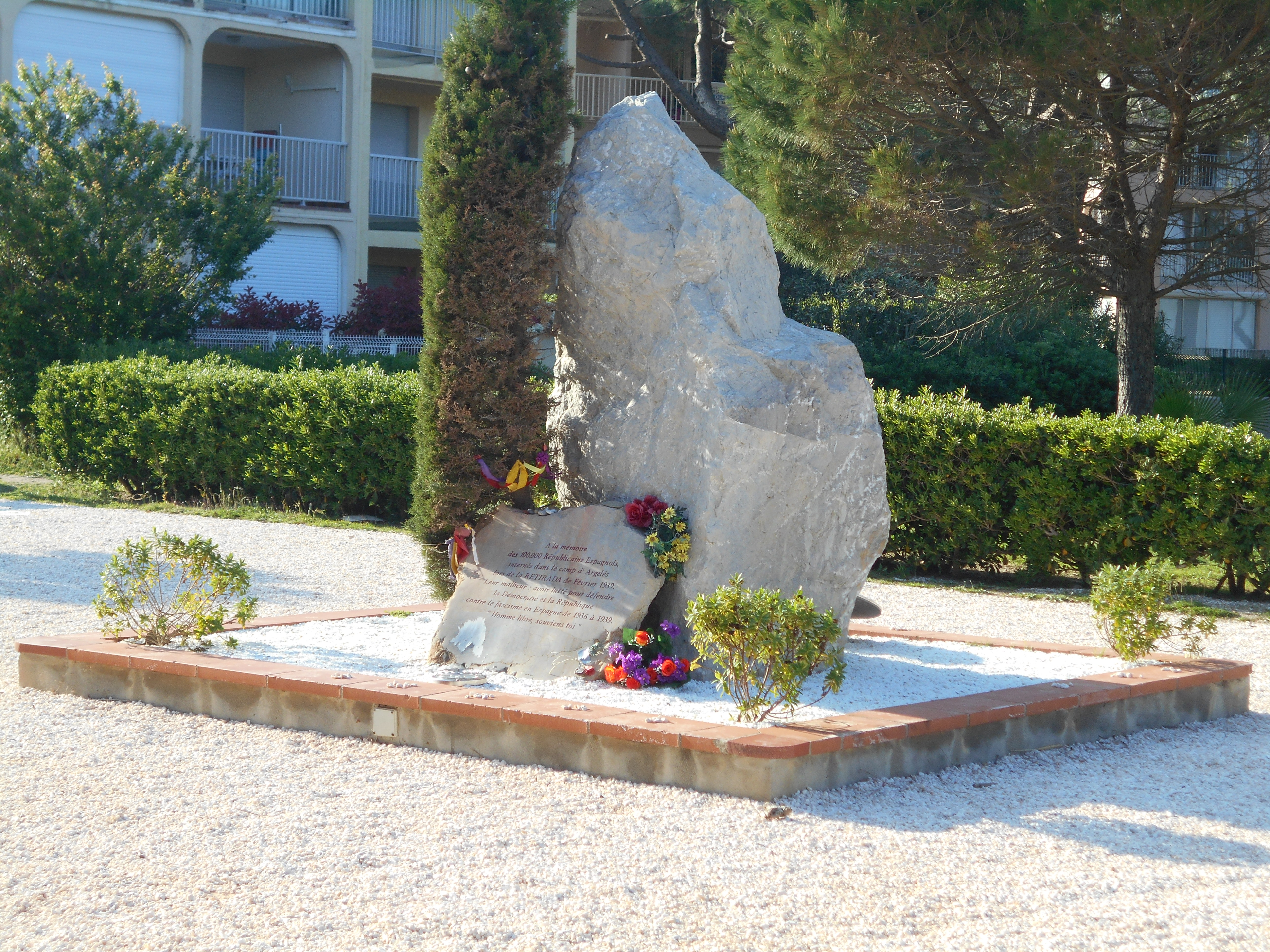
Memorial del Camp d'Argelers

El camp de refugiats d'Argelers fou obert el 3 de febrer del 1939 al nord de la platja d'Argelers de la Marenda, just més amunt de la Platja dels Pins, al que s'anomena Platja del Tamariguer. Estava destinat a les tropes del bàndol republicà que arribaven al territori de l'estat francès durant l'evacuació de Catalunya els darrers mesos de la guerra civil espanyola.
El gener del 1939 la ciutat de Barcelona va caure en mans franquistes i la victòria militar de la Guerra Civil queia definitivament del bàndol nacional. Mig milió de republicans espanyols, preveient dures represàlies, van prendre el camí de l'exili cap a França. Aquest èxode s'anomenà la Retirada. El camp d'Argelers va ser el primer dels camps de concentració construïts al Rosselló. No s'havia previst res per a l'acolliment dels exiliats i al principi, només la sorra i la roba que portaven els abrigava. Poc després es van obrir altres camps Això permeté disminuir la pressió demogràfica del Camp d'Argelers traslladant part dels refugiats al Barcarès, així com als del Voló, Sant Cebrià, el Barcarès, Bram i de Vernet.
Era una superfície sorrenca voltada de filat espinós on foren construïts uns escassos barracons. S'hi van arribar a amuntegar fins a 100.000 refugiats en unes dures condicions a causa de la manca d'infraestructures del camp. De fet els refugiats reberen el tracte de presoners de guerra. El camp era vigilat per membres de la Legió Estrangera Francesa senegalesos (a partir del desembre del 1939, del 24è regiment de tiradors senegalesos, de guarnició a Perpinyà) i espahís a cavall que es caracteritzaven per la seva duresa. Al camp d'Argelers les nenes i les noies joves portaven una espècie de xiulet fet amb canyes lligat al coll que feien servir en cas d'intentar ser violades pels seus guardians.
El camp es tancà a finals del 1939, però es va tornar a obrir arran de l'ocupació alemanya de França, moment en què es convertí en camp de concentració per a jueus, gitanos i altres ètnies considerades indesitjables pel règim nazi. Fou tancat definitivament al final de la II Guerra Mundial.

## Homenatges
El camp d'Argelers és un lloc important de la memòria col·lectiva, el primer gran camp del camí de l'exili. El 1999, en ocasió del 60è aniversari de la Retirada, Argelers va homenatjar aquest trist capítol de la història. Es va inaugurar un monòlit allà on hi havia el camp, i es va batejar una avinguda amb el nom d'"Avinguda de la Retirada del 1939". En aquesta avinguda hi ha, precisament, l'anomenat Cementiri dels Espanyols, on van ser enterrats els morts en el camp d'Argelers.

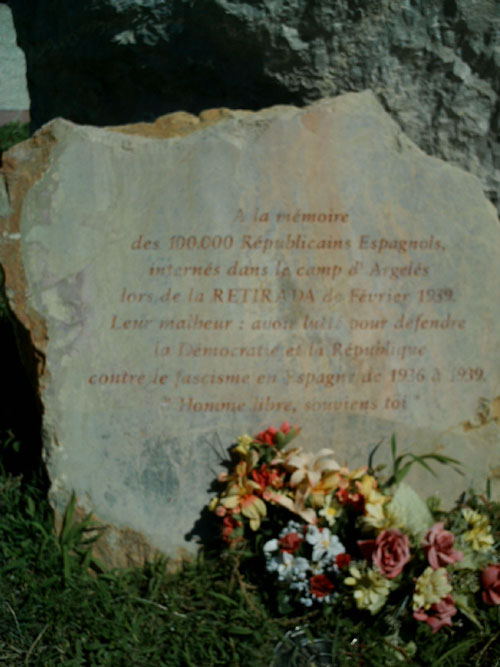
Monòlit commemoratiu

Inscripció al monòlit commemoratiu a la platja d'Argelers:
| A la mémoire des 100.000 Républicains Espagnols, internés dans le camp d'Argelès, lors de la RETIRADA de Février 1939. Leur malheur: avoir lutté pour défendre la Démocratie et la République contre le fascisme en Espagne de 1936 à 1939. Homme libre, souviens toi.' '"A la memòria dels 100.000 republicans espanyols, internats en el camp d'Argelers, després de la RETIRADA de febrer de 1939. La seva desgràcia: haver lluitat per defensar la Democràcia i la República contra el feixisme a Espanya de 1936 a 1939. Home lliure, recorda-te'n." |

## Refugiats cèlebres
- Joaquim Amat-Piniella, escriptor
- Agustí Bartra i Lleonart, escriptor
- Agustí Cabruja i Auguet, escriptor
- Agustí Centelles i Ossó, fotògraf
- Josep Bartolí i Guiu, pintor i dibuixant
- Diego Camacho Quesada, escriptor conegut com a Abel Paz
- Peko Dapčević, militar montenegrí
- Frederic Escofet i Alsina comissari d'ordre públic de la Generalitat
- Vicenç Ferrer i Moncho missioner valencià
- José Luis García Rúa, filòsof asturià
- José Manuel Montorio Gonzalvo, lluitador antifranquista aragonès
- Joaquim Puig i Quer, pare de Salvador Puig i Antich
- Agustín Remiro Manero, militant de la CNT
- Josep Renau i Berenguer, pintor i polític valencià
- Josep Falcó i Sanmartín, pilot de caces català
- Joan Cid i Mulet, escriptor i periodísta polític
- Francesc de Sales Aguiló Forteza, professor i polític mallorquí,

## El camps d'Argelers a la literatura
- Agustí Bartra, Crist de 200.000 braços, 1968
- Xavier Campos i Vilanova, "Diari d'un pilot sense ales", 2008.
- Roc Casagran, Ara que estem junts, 2012.
- Joan-Lluís Lluís, Jo soc aquell que va matar Franco, 2018 (Premi Sant Jordi 2017).
- Francesc Mezquita, La platja d'Argelers, 2019.
- La noia de la capsa de fils, memoria d'un exili no desitjat. Remei Oliva Berenguer, 2021.